# FIFA 18
FIFA 18 là một trò chơi điện tử mô phỏng bóng đá trong loạt trò chơi FIFA do Electronic Arts phát triển và phát hành. Trò chơi được phát hành trên toàn cầu vào ngày 29 tháng 9 năm 2017 cho các nền tảng Microsoft Windows, PlayStation 3, PlayStation 4, Xbox 360, Xbox One và Nintendo Switch. Đây là trò chơi thứ 25 trong chuỗi trò chơi FIFA. Cầu thủ tiền đạo của Real Madrid Cristiano Ronaldo xuất hiện trên hình bìa của trò chơi. Ronaldo Nazario xuất hiện trên phiên bản icon của trò này.
FIFA 18 là trò chơi thứ hai trong chuỗi trò chơi sử dụng game engine Frostbite 3 mặc dù một số phiên bản của trò chơi sử dụng một engine trò chơi khác. Phiên bản PlayStation 4 và Xbox One bao gồm sự tiếp nối của "Hành trình" một chế độ dựa trên câu chuyện vốn đã được FIFA 17 khởi xướng với tên gọi "The Journey: Hunter Returns". Các phiên bản cho The PlayStation 3 và Xbox 360, với tên gọi FIFA 18: Legacy Edition, không có thêm các tính năng trò chơi mới nào ngoại trừ cập nhật cho các quần áo và danh sách cầu thủ.

## Lối chơi
Các tính năng của game:
- Set Piece Rewrite: Tính năng này giúp người chơi được tự do lựa chọn khoảng cách lấy đà, góc sút, tốc độ di chuyển của cầu thủ trong các tình huống cố định chứ không còn phụ thuộc hoàn toàn vào đặc trưng của từng cá nhân cầu thủ như trước.
- Active Intelligence System: đây là tính năng hay tuy nhiên lại khá khó sử dụng khi bạn phải có một sự am hiểu về chiến thuật khá tốt. Nó sẽ giúp bạn sắp xếp cách chạy chỗ của đồng đội, giúp họ dễ dàng tìm đến các vị trí thích hợp để nhận banh.
- New Attacking Techniques: đơn giản là làm phong phú hơn khả năng tấn công của đội bóng. Nó đặc biệt hữu ích với các tiền đạo có kỹ năng dứt điểm tốt khi gia tăng độ hiểm hóc cho các cú sút.
- Physical Play Overhaul: là công cụ giúp tăng khả năng phòng ngự với các pha dùng người che bóng. Tuy nhiên tính năng này tỏ ra tương đối ít khi được sử dụng khi nhịp độ trận đấu cao.